# Ion Vădan
Ion Vădan (n. 1 octombrie 1949, Gelu, Satu Mare – d. 22 octombrie 2012) a fost un poet, scriitor, jurnalist si editor, licențiat în filologie al Universității Babeș-Bolyai Cluj-Napoca (1973), doctorand cu teza "Spațiul epic în romanul românesc".
S-a născut în localitatea Gelu, județul Satu Mare. Debutul absolut l-a avut în “Drapelul roșu”, în 1967. iar debutul editorial l-a avut în volumul colectiv “Popas printre poeții tineri”, în 1975.
Opera poetică
Este prezent în antologiile: Popas printre poeții tineri, Editura Dacia 1974, Caietul debutanților, Editura Albatros 1978, Afirmarea, 1978-1980, Ierarhiile pergamentelor, Editura Panteon 1995.
Volume de versuri
- Borgum centenarium, Ed. Albatros 1983;
- Izvor regăsit, Ed. Albatros 1988;
- Laudă pământului, Ed. Eminescu 1990;
- O trăsură cu pitici, Ed. Pleiade 1992;
- Litera T, Ed. Decalog 1995;
- Don Juan în provincie, Ed. Helicon 1996;
- Iarba magnetică, 1997;
- Fuga din urbe, 1997;
- Elegii din cariera de marmură, Ed. Dacia 1998;
- Lupta cu îngerul, Ed. Dacia 1999;
- Scrisori către Edith Södergran, 2 vol., Ed. Vinea 1999;
- Weekend în Infern, Ed. Axa, 2000 - premiul Uniunii Scriitorilor, Filiala Cluj;
- Elegii din Nordburg, Ed. Dacia 2002;
- O poveste cu pictori, 2005;
- Alfabetul buclucaș, 2009;
- Aventurile pisoiașului Orlando, 2010;
- Prapur, 2010;
- Noapte cu Fernando Pessoa, Ed. Dacia XXI 2010;
- de la nord la sud, Editura Tipo Moldova 2012.

Ion Vădan este fondatorul revistei „Pleida” (1990) și membru-fondator al revistei „Poesis”, membru al Uniunii Scriitorilor, filiala Cluj; membru al Asociației Scriitorilor Profesioniști din România, membru U.Z.R. și al A.S.I.S.C., Cluj-Napoca, membru al colegiului director al Asociației Scriitorilor Profesioniști din România, membru al Centrului PEN, iar din 1999 până la finalul vieții a fost director general al Editurii Dacia și Dacia XXI din Cluj.
Premii
În 1980 primește premiul pentru proză al Revistei Tribuna.
Volumul Weekend în Infern, apărut în anul 2000 la Editura Axa, primește Premiul Uniunii Scriitorilor, Filiala Cluj.
Referințe critice
Comentarii critice la cărțile lui Ion Vădan au fost semnate de: Victor Felea, Laurențiu Ulici, Alexandru Ștefănescu, Gh. Grigurcu, Ion Pop, Ștefan Borbely, Alexandru Pintescu, Gh. Glodeanu, George Vulturescu, Aurel Sasu, Radu C. Țeposu, Mihai Ungheanu, Alexandru Cistelecan și alții.
"Martor cândva al unei realități prexistente, pe care se străduia s-o ia drept decor semnificativ pentru proprile-i "ieșiri" afective sau reflexive, Ion Vădan a descoperit, însușindu-și-o treptat, "Arta" de a-și construi, din cuvinte, realitatea care să-l încapă și în care calitatea de martor să cedeze locul calității de implicat. În fond, asta e chiar proprietatea dintâi a Poeziei" - Laurențiu Ulici
"Pe sub ritualitatea dicțiunii, la Ion Vădan se simte încă pulsul frenetic al imaginarului, trăgând această lirică de tihnă nostalgică în vârtejuri dramatice și amenințând cu un expresionism de subtext hieratica de suprafață." - Al. Cistelecan
"Definitorie pentru poezia lui Ion Vădan, e contextualitatea paradoxală, în regim spasmodic, violent, a unor clișee de exprimare din limbajul comun. Tratamentul e, întotdeauna, același: mai întâi, poetul materializează ceea ce nouă ne apare ca find demonetizat, o formă fixă de exprimare doar pentru a supune apoi noua imagine unei descompuneri igrasioase." - Ștefan Borbély
"Poezia lui Ion Vădan se revendică, neclamoros, din aceea echinoxistă. Inclus în antologia lui Victor Felea (care a impus în epocă) - "Popas între poeți tineri" (Ed. Dacia, 1975), autorul, fire iconoclastă, fiu de moți, incomod pentru egocentrismul său gâlgâitor, nu se lasă "prins", integrat unui grup sau altul, rămânând nu un practicant cât purtătorul unei conștiințe echinoxiste. Plecarea în provincie, după absolvire, i-a accentuat și mai mult singularitatea (profitabilă în planul evoluției poetice), dar îi amână prima carte de autor până în 1983 (Borgum centenarium, Ed. Albatros). Receptarea - și evoluția - poeziei sale va cunoaște toate meandrele străbătute de un poet stabilit în provincie: depărtarea de presa scrisă, de edituri și de cenaclurile care "lansau" autori sub patronajul unor personalități literare [...] Dar, ca și orașul, provincia poate fi aidoma unei mlaștini care înghite sau poate fi aidoma unei mlaștini care înghite sau poate întări printr-o asumare a singurătăți până la capăt." - George Vulturescu